# 蘭伯西實驗室
兰伯西实验室有限公司（Ranbaxy Laboratories Limited）是1961年成立的一家印度制药公司，它在1973年上市，2008年第一三共获得其控股权，2014年被太阳制药收购，后者因此成为印度最大的制药公司。

## 问题
自2004年开始，该公司就多次因伪造药物测试报告而被美国食品和药物管理局调查。2012年它又多次在荷兰等其他国家召回存在杂质的药物。
2013年5月，它因制造、销售假药及伪造临床数据而在美国被判有罪。同年9月，该公司又被曝存在严重卫生问题，这包括员工厕后不洗手、药物中存在人类毛发等。因此FDA决定禁止该公司在达到美国标准前于其莫哈里工厂生产FDA管制药物。